# Éva Sebők
Éva Sebők (ur. 12 lipca 1927 w Segedynie, zm. 21 grudnia 2012) – węgierska poetka, autorka książek dla dzieci, tłumaczka literatury polskiej.

## Życiorys
Autorka pierwszego przekładu na język węgierski całości tekstu Pana Tadeusza (1957). Laureatka nagrody literackiej Stowarzyszenia Autorów ZAiKS dla tłumaczy. Po podpisaniu w 1948 roku porozumienia pomiędzy Polską a Węgrami o porozumieniu kulturalnym była pierwszym węgierskim pisarzem, który w ramach współpracy wyjechał na sześć miesięcy do Warszawy na stypendium. Podczas pobytu w Polsce ukończyła kurs języka polskiego na Uniwersytecie Warszawskim.

## Książki wydane w Polsce
- Mimóza (1970) – Mimoza (1975, przekład Camilla Mondral)
- Boholy (1975) – Boraczek (1987, przekład Stefan Pęksa)[4]

## Tłumaczenia
Przetłumaczyła na język węgierski:
- 1969: Janusz Korczak I. Matykó király (Król Maciuś I)
- 1952: Marian Brandys Az elbeszélés kezdete (Początek opowieści)
- 1957: Kornel Makuszyński Akik ellopták a Holdat (O dwóch takich co ukradli księżyc)
- 1957: Adam Mickiewicz Pan Tadeusz
- 1959: Wanda Wasilewska Kalandos út (Szlakiem przygód)
- 1961: Maria Konopnicka Árva Mariska és a manók (O Marysi sierotce i krasnoludkach)
- 1961: Dawid Rubinowicz Dawid Rubinowicz naplója (Pamiętnik Dawida Rubinowicza)
- 1962: Anna Frank, Dawid Rubinowicz Anne Frank és Dawid Rubinowicz naplója (Dziennik Anny Frank i Dawida Rubinowicza)
- 1963: Irena Jurgielewiczowa A boldog pil-langó (Jak jeden malarz chciał namalować szczęśliwego motyla)
- 1963: Stanisław Wygodzki Zenés üdvözlet
- 1965: Arkady Fiedler Az őrjöngő Ucayali (Ryby śpiewają w Ukajali)[6]
- 1965: Czesław Janczarski Fülesmackó új barátai (Nowi przyjaciele Misia Uszatka)[7]
- 1965: Jan Stanisław Kopczewski, Henryk Samsonowicz Volt– vagy nem volt? Vidám történelmi lexikon (Było czy nie było? Wesoła encyklopedia historyczna)
- 1966: Jerzy Broszkiewicz Chopin élete (Opowieść o Chopinie)
- 1966: Alina Centkiewicz, Czesław Centkiewicz Nansen útja (Fridtjöf, co z ciebie wyrośnie?)
- 1966: Czesław Janczarski Fülesmackó kalandjai és vándorlásai (Gromadka Misia Uszatka)[8]
- 1966: Maria Krüger Nagyanyáink idején (Godzina pąsowej róży)
- 1966: Wilhelm Mach Agnieszka (Agnieszka, córka Kolumba)
- 1967: Arkady Fiedler Új kaland: Guinea (Nowa przygoda: Gwinea)[9]
- 1968: Alina Centkiewicz, Czesław Centkiewicz Amundsen útja (Człowiek, o którego upomniało się morze)
- 1969: Tadeusz Boy-Żeleński Felség és fele-ség (Marysieńka Sobieska)
- 1970: Hanna Łochocka Veréb Viki és barátai (Wróbelek Elemelek i jego przyjaciele)
- 1971: Jerzy Andrzejewski Az arany róka (Złoty lis)
- 1971: Kazimierz Dziewanowski Özönvíz vár Núbiára (Archanioły i szakale)
- 1971: Joanna Kulmowa Gyű te Amália! (Wio, Leokadio)
- 1972: Tadeusz Konwicki Állatemberrém (Zwierzoczłekoupiór)
- 1973: Alina Centkiewicz, Czesław Centkiewicz A könyörtelen Északi-sark
- 1973: Czesław Janczarski Fülesmackó kalandjai és vándorlásai (Przygody i wędrówki misia Uszatka)[10]
- 1974: Jan Grabowski A fekete bárányka (Czarna owieczka)
- 1974: Aleksander Krawczuk Heten Théba ellen (Siedmiu przeciw Tebom)
- 1975: Irena Jurgielewiczowa Minden másképpen van (Ten obcy)
- 1975: Ewa Wolak Varázslatos Szamoa
- 1976: Helena Bechlerowa Túl az aranykapun (Za Złotą Bramą)
- 1977: Tadeusz Konwicki Szerelmi krónika (Kronika wypadków miłosnych)
- 1978: Alina Centkiewicz A Sarkcsillag nem vezérelte őket (Nie prowadziła ich Gwiazda Polarna)
- 1978: Maria Kuncewiczowa Idegen nő (Cudzoziemka)
- 1980: Maria Kownacka Vidám óvoda (Wesołe Przedszkole)
- 1980: Władysław Terlecki Pihenj meg futás után (Odpocznij po biegu)[11]
- 1981: Alina Centkiewicz Tumbó, az örök remény fia (Tumbo z Przylądka Dobrej Nadziei)
- 1981: Aleksander Krawczuk Néró (Neron)
- 1982: Sławomir Grabowski Filemon cica kalandjai (Przygody kota Filemona)
- 1984: Ludwika Woźnicka Fantasztikus bűntények krónikája (Najdziwniejsze i osobliwe zdarzenia, czyli Pitaval fantastyczny)
- 1985: Lucjan Wolanowski Posta Soha-soha földre. Ausztrália közelről (Poczta do Nigdy-Nigdy)[12]
- 1985: Joanna Kulmowa Ha a nap éjjel sütne
- 1985: Sławomir Grabowski Filemon és Bonifác (Filemon i Bonifacy)
- 1987: Jan Brzechwa Paca úr akadémiája (Akademia Pana Kleksa)

## Nagrody
- 1951: Nagroda Instytutu Stosunków Kulturowych[5]
- 1966: Odznaka 1000-lecia Państwa Polskiego[5]
- 1970: Odznaka honorowa „Zasłużony dla Kultury Polskiej”[5]
- 1988: Nagroda Literacka ZAiKS-u dla tłumaczy literatury polskiej za granicą oraz literatur obcych na język polski[2]
- 1979: Nagroda Ministra Kultury i Sztuki[5]
- 1987: Złoty Krzyż Zasługi[5]